# Hans Löser (Erbmarschall, 1590)
Johann ("Hans") Löser (* 1590; † 1644 in Sahlis) war Obersteuereinnehmer und Direktor der Ritterschaft des Fürstentums Altenburg sowie Erbmarschall der Kur Sachsen.

## Leben
Er stammte aus dem im Kurkreis ansässig gewesenen Adelsgeschlecht Löser und war der älteste Sohn von Wolf Löser. Nach längeren innerfamiliären Auseinandersetzungen übernahm er 1638 das Erbmarschallamt im Kurfürstentum Sachsen sowie die Rittergüter Pretzsch (Elbe) und Sahlis. Da letzteres Gut im Altenburgischen lag, wurde er Direktor der dortigen Ritterschaft. Er starb im Dreißigjährigen Krieg.
Am 14. Dezember 1638 wurde er in Dresden von Kurfürst Johann Georg I. von Sachsen mit dem Erbmarschallamt offiziell belehnt.